# Cantone di Tournan-en-Brie
Il Cantone di Tournan-en-Brie era una divisione amministrativa dell'arrondissement di Melun.
È stato soppresso a seguito della riforma complessiva dei cantoni del 2014, che è entrata in vigore con le elezioni dipartimentali del 2015.
Comprendeva i comuni di:
- Châtres
- Chaumes-en-Brie
- Courquetaine
- Favières
- Gretz-Armainvilliers
- Liverdy-en-Brie
- Ozouer-le-Voulgis
- Presles-en-Brie
- Tournan-en-Brie